# Škija
Škija je kolokvijalni naziv za duhan Ravnjak sađen na širem hercegovačkom području. Imotska krajina i Hercegovina su od najstarijih vremena postojbina ove vrste duhana, čiji vrhunac u otkupu i uzgajanju doživljava krajem 80-tih godina. Tijekom Domovinskog rata duhana je na hercegovačkom području gotovo nestalo, gnojidba prirodnim gnojivom nužna je kako bi duhan bio dobar, međutim, s nestankom goveda, nestalo je i prirodnog gnojiva, a time i ovog popularnog duhana kojeg danas uzgaja tek poneko hercegovačko domaćinstvo.
Škija je postala kultni duhan domaćih ljudi, uživajući je među obitelji, društvom i u svakoj prilici domaćeg hercegovačkog čovjeka. Ganga, gusle i dobro vino bili su karakteristični relikti uz hercegovačku škiju.